# Rafael Rodrigues de Araujo
Rafael Rodrigues de Araújo, plus couramment appelé Rafael Araújo, né le 13 juin 1991, est un joueur brésilien de volley-ball. Il mesure 2,07 m et joue au poste de pointu.